# Casas de Reina
Casas de Reina – gmina w Hiszpanii, w prowincji Badajoz, w Estramadurze, o powierzchni 49,8 km². W 2011 roku gmina liczyła 208 mieszkańców.